# Thracia distorta
Thracia distorta är en musselart som beskrevs av Montagu 1808. Thracia distorta ingår i släktet Thracia och familjen Thraciidae. Inga underarter finns listade i Catalogue of Life.